# Fernum
Fernum, foi um futebolista brasileiro que atuou no Futebol do Ceará na década de 1930 e foi artilheiro do Campeonato Cearense  de Futebol de 1931 com 14 gols e de 1932 pelo Ceará Sporting Club com 12 gols.
Na década de 30, nomes como Farnum, pelo Ceará e Bila, pelo Fortaleza, são logo lembrados nas pesquisas sobre o futebol eram os ídolos do Clássico-Rei no começo da década de 1930.